# HobbyMania – Tausch mit mir dein Hobby!
HobbyMania – Tausch mit mir dein Hobby! ist eine deutsche Fernsehsendung für Kinder, die seit 2016 produziert wird und sich mit dem Tausch einzelner Hobbys beschäftigt.

## Konzept
In jeder Folge tauschen zwei Kinder ihre Hobbys für einen kurzen Zeitraum untereinander. Zu Beginn stellen sie ihr jeweiliges Hobby vor und geben dem Tauschpartner eine Einweisung. Zum Schluss sollte der Tauschpartner eine Herausforderung meistern bzw. ein konkretes Ziel erreichen.

## Produktion und Veröffentlichung
Die Sendung wird seit 2016 in Deutschland produziert. Die Produktion übernimmt Cine Impuls im Auftrag des MDR, Regie führt Anke Kossira. Am Drehbuch schreiben Anke Kossira, Barbara Euler, Sabine Krätzschmar, Jana Olsen und Tina Sawetzki.
Die Sendung wurde erstmals am 17. September 2016 im KiKA ausgestrahlt. Weitere Ausstrahlungen erfolgen im MDR.

## Episodenliste

### Staffel 1
| Folgen-Nr. | Nr. in der Staffel | Titel / Hobby                                     | Erstausstrahlung   |
| 1          | 01                 | Wasserspringen vs. Orgelspielen                   | 17. September 2016 |
| 2          | 02                 | American Footballplayerinnen vs. Trapezkünstlerin | 24. September 2016 |
| 3          | 03                 | Bahnrennradfahrer vs. Judoka                      | 1. Oktober 2016    |
| 4          | 04                 | Parcoursportler vs. Graffitisprayerin             | 8. Oktober 2016    |
| 5          | 05                 | Tauchen vs. Ballett-Tanzen                        | 15. Oktober 2016   |

### Staffel 2
| Folgen-Nr. | Nr. in der Staffel | Titel / Hobby                | Erstausstrahlung   |
| 6          | 01                 | Motocross vs. Zaubern        | 5. August 2017     |
| 7          | 02                 | Breakdance vs. Töpfern       | 12. August 2017    |
| 8          | 03                 | Fechten vs. Harfe            | 19. August 2017    |
| 9          | 04                 | Feuerwehr vs. Trampolin      | 26. August 2017    |
| 10         | 05                 | Boxen vs. Kartfahren         | 2. September 2017  |
| 11         | 06                 | Bouldern vs. Oboe            | 9. September 2017  |
| 12         | 07                 | Schlittenhunde vs. Akkordeon | 16. September 2017 |

### Staffel 3
| Folgen-Nr. | Nr. in der Staffel | Titel/Hobby                    | Erstausstrahlung   |
| ---------- | ------------------ | ------------------------------ | ------------------ |
| 13         | 01                 | Rap vs. CrossFit               | 4. August 2018     |
| 14         | 02                 | Kochen vs. Erste Hilfe         | 11. August 2018    |
| 15         | 03                 | Messdienerin vs. Cheerleaderin | 18. August 2018    |
| 16         | 04                 | Synchronschwimmen vs. Klettern | 25. August 2018    |
| 17         | 05                 | Wasserski vs. Tischtennis      | 1. September 2018  |
| 18         | 06                 | Capoeira vs. Buchkind          | 8. September 2018  |
| 19         | 07                 | Basketball vs. Kanuslalom      | 15. September 2018 |
| 20         | 08                 | Segeln vs. Luftakrobatik       | 22. September 2018 |
| 21         | 09                 | Kegeln vs. Gardetanz           | 29. September 2018 |
| 22         | 10                 | Rhönrad vs. Backen             | 6. Oktober 2018    |
| 23         | 11                 | Skispringen vs. Chor           | 13. Oktober 2018   |
| 24         | 12                 | Eishockey vs. Schalmei         | 20. Oktober 2018   |